# Isabela (Porto Rico)
Isabela é um município de Porto Rico, localizada na região noroeste da ilha, ao norte de San Sebastián; oeste de Quebradillas, e leste de Aguadilla e Moca. Isabela está espalhada por 13 alas e Pueblo Isabela (o centro da cidade e centro administrativo da cidade).